# Bundesautobahn 28
Die Bundesautobahn 28 (Abkürzung: BAB 28) – Kurzform: Autobahn 28 (Abkürzung: A 28) – verläuft in West-Ost-Richtung durch Niedersachsen, zwischen der A 31 bei Leer und der A 1 beim Dreieck Stuhr. Die gesamte Strecke wird im Netz der Europastraßen als Teilstück der E 22 geführt. Falls die A 20 bis zum geplanten Dreieck Westerstede weiter gebaut wird, soll die E 22 dorthin verlagert werden.

## Verlauf

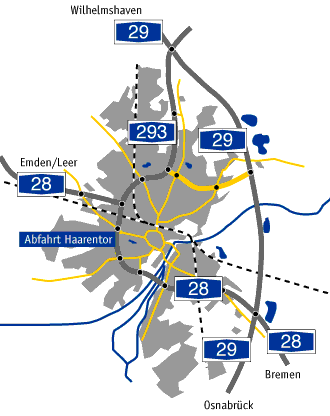
Autobahnring Oldenburg

Als Besonderheit geht am westlichen Ende die A 28 beim Autobahndreieck Leer nahtlos in den südlichen Ast der A 31 Richtung Bottrop/Oberhausen über.
Vor Oldenburg führt die A 28 mit drei Anschlussstellen durch die Kreisstadt des Ammerlandes, Westerstede. Die drei Anschlussstellen („Westerstede-West“ in Westerstede-Hollwege, „Westerstede“ im Zentrum und „Bad-Zwischeahn-West“ in Westerstede-Gießelhorst) könnten durch das geplante Dreieck Westerstede ergänzt werden. Dieses Dreieck soll die A 20 in Westerstede-Garnholt mit der A 28 verbinden.
Beim Autobahndreieck Oldenburg-West geht der östliche Ast der A 28 Richtung Delmenhorst/Bremen nahtlos in die A 293 über. Zum Verbleib auf der A 28 muss in beiden Richtungen das Dreieck durchfahren werden (TOTSO).
Bei Oldenburg ist die A 28 an die A 29 (Wilhelmshaven – Dreieck Ahlhorner Heide) angebunden, für einen Wechsel gibt es zwei Alternativen. Ein direkter Wechsel ist am Autobahnkreuz Oldenburg-Ost möglich. Vorzugsweise der nördliche Ast der A 29 Richtung Wilhelmshaven kann auch vom Autobahndreieck Oldenburg-West über die Stadtautobahn A 293 erreicht werden.
Im Bereich Oldenburg ist die A 28 als Stadtautobahn mit relativ scharfen Kurven geführt. Hier bildet sie zusammen mit der A 29 und der A 293 den Autobahnring Oldenburg. Die AS 14 Oldenburg-Marschweg bedient nur die östliche (Richtung Delmenhorst), nicht jedoch die westliche Richtung (Richtung Leer).
Nach Oldenburg führt sie mit drei Abfahrten und einem Dreieck (Dreieck Delmenhorst) durch Delmenhorst. Anschließend mündet die A28 über das Dreieck Stuhr in die A1.

## Geschichte
Die A 28 ersetzt zwischen Leer und Delmenhorst die ehemalige Bundesstraße 75. Die Trasse der Autobahn wurde überwiegend neu gebaut und verläuft auf den neugebauten Abschnitten parallel zu der ehemaligen B 75, die dort, wo eine eigenständige Paralleltrasse erhalten geblieben ist, weitgehend in die Kategorie Landesstraße, östlich von Oldenburg auch in die Kategorie Kreisstraße abgestuft wurde. Auf den Gebieten der Städte Oldenburg und Delmenhorst wurden die vorhandenen Umgehungsstraßen im Verlauf der B 75 zur Autobahn ausgebaut.
Das östliche Ende der A 28 in Höhe des Dreiecks Delmenhorst gabelte sich bis 2006 in die B 75 und die B 322. Letztere schloss die drei Kilometer lange Lücke zur A 1. Gabelung und Anschlussstelle wurden bis September 2008 zum Dreieck Delmenhorst ausgebaut. Seitdem ist es möglich, vom Autobahndreieck Stuhr aus durchgängig vierstreifig in das Stadtzentrum Bremens zu gelangen, indem man am Dreieck Delmenhorst auf die B 75 in Richtung Bremen abbiegt.
Die B 322 wurde im Bereich des Lückenschlusses durch einen Ausbau zur A 28 ersetzt. Bis 2008 war die Autobahn zwischen den Anschlussstellen Dreieck Delmenhorst und Groß Mackenstedt auf 1,5 Kilometern wegen einer Tankstelle und eines Burger-King-Restaurants weiterhin als B 322 gewidmet und vom Rat der Gemeinde Stuhr als „Weser-Ems-Straße“ benannt, aber als A 28 beschildert.
Zur Eröffnung des Einkaufszentrums Famila XXL im Winter 2007 wurden umfangreiche Umbaumaßnahmen an der Abfahrt Oldenburg-Wechloy an der Richtungsfahrbahn Leer vorgenommen: Zusätzlich zur bisherigen Abfahrt auf die Ammerländer Heerstraße wurde ein zusätzlicher Abzweig mit dem Hinweis „Einkaufsland Wechloy“ geschaffen, der die direkte Zufahrt auf das Gelände des Einkaufszentrums ermöglicht.

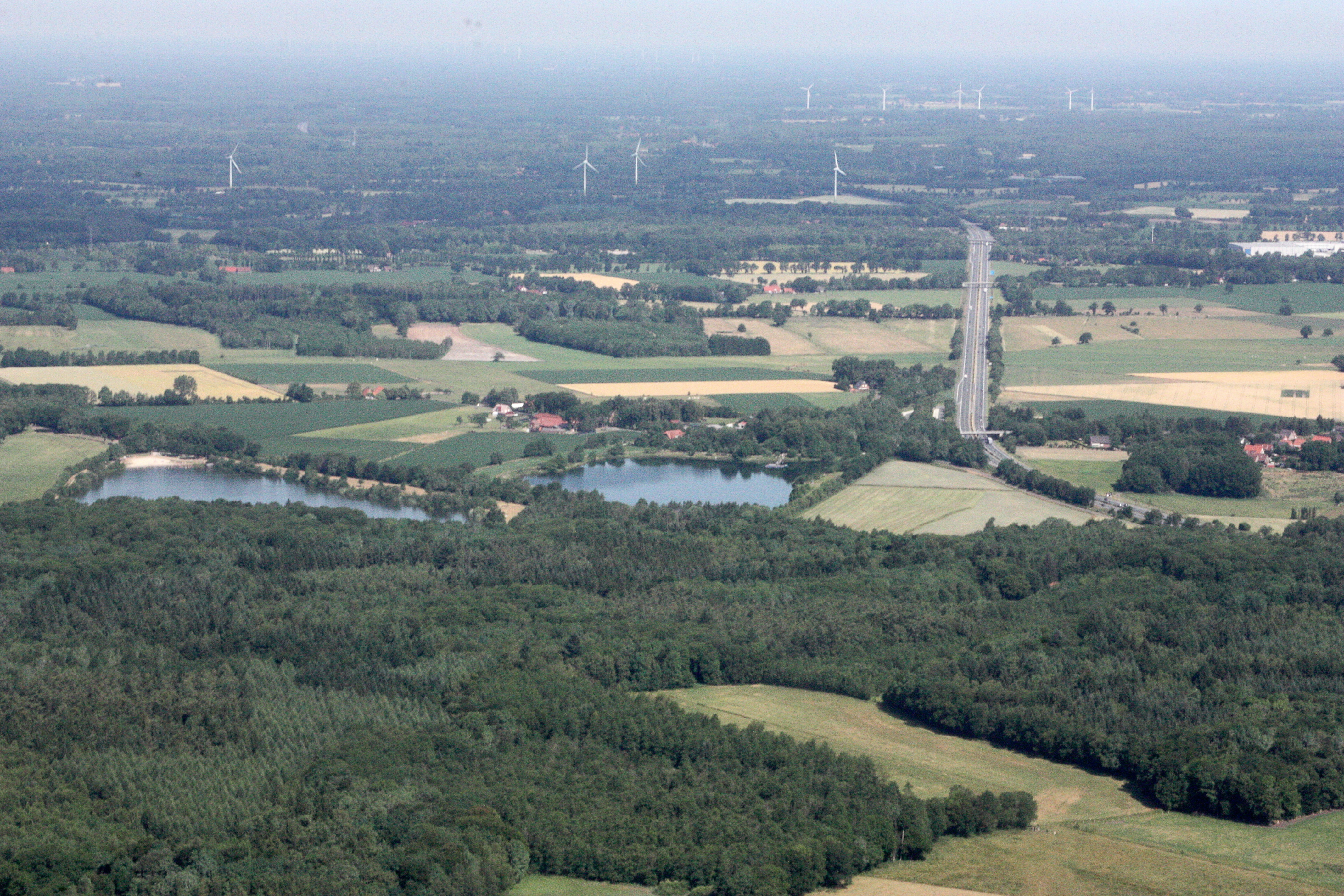
A 28 im östlichen Ammerland; vorne links der Woldsee
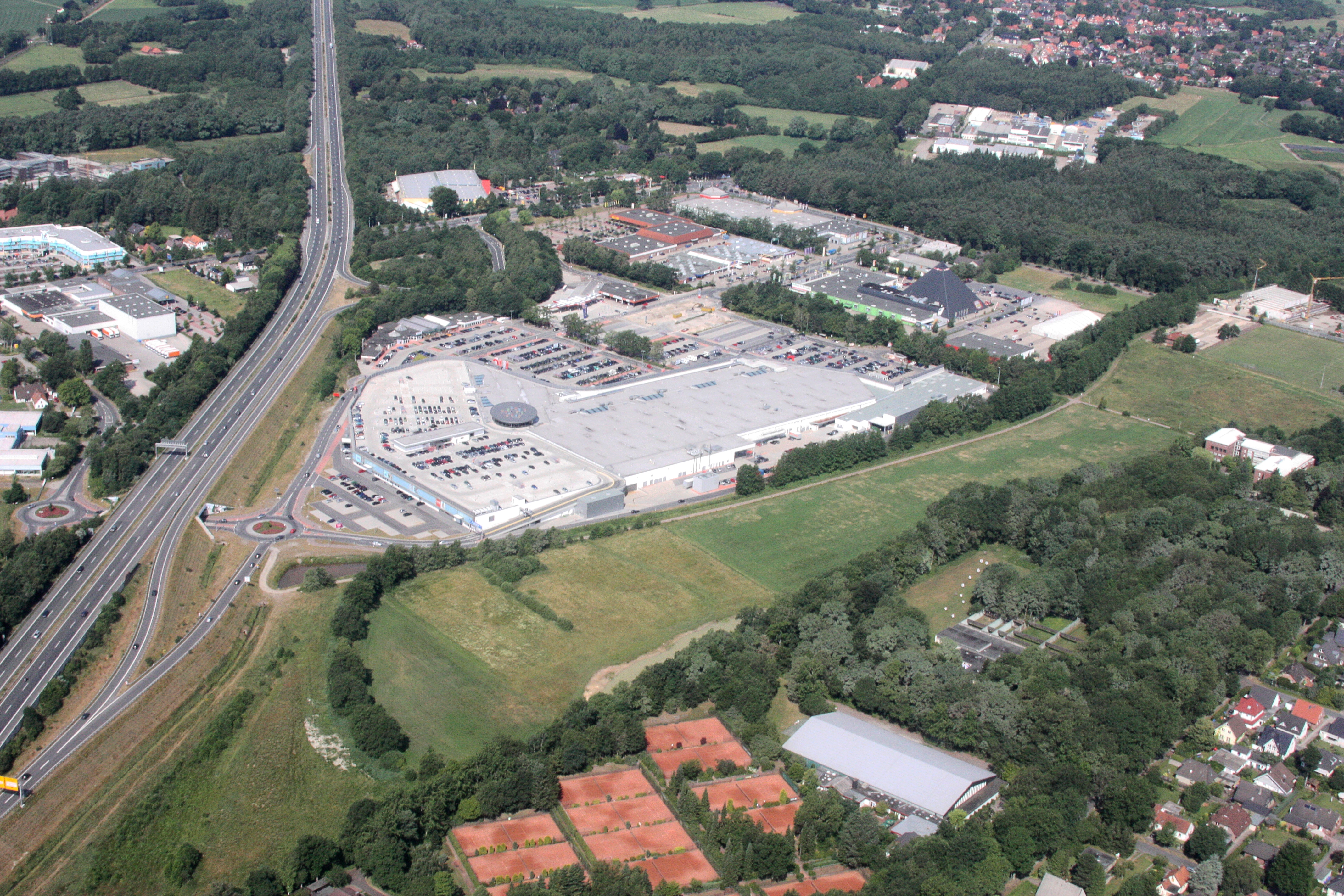
Gewerbegebiet Wechloy aus der Luft; links die A 28
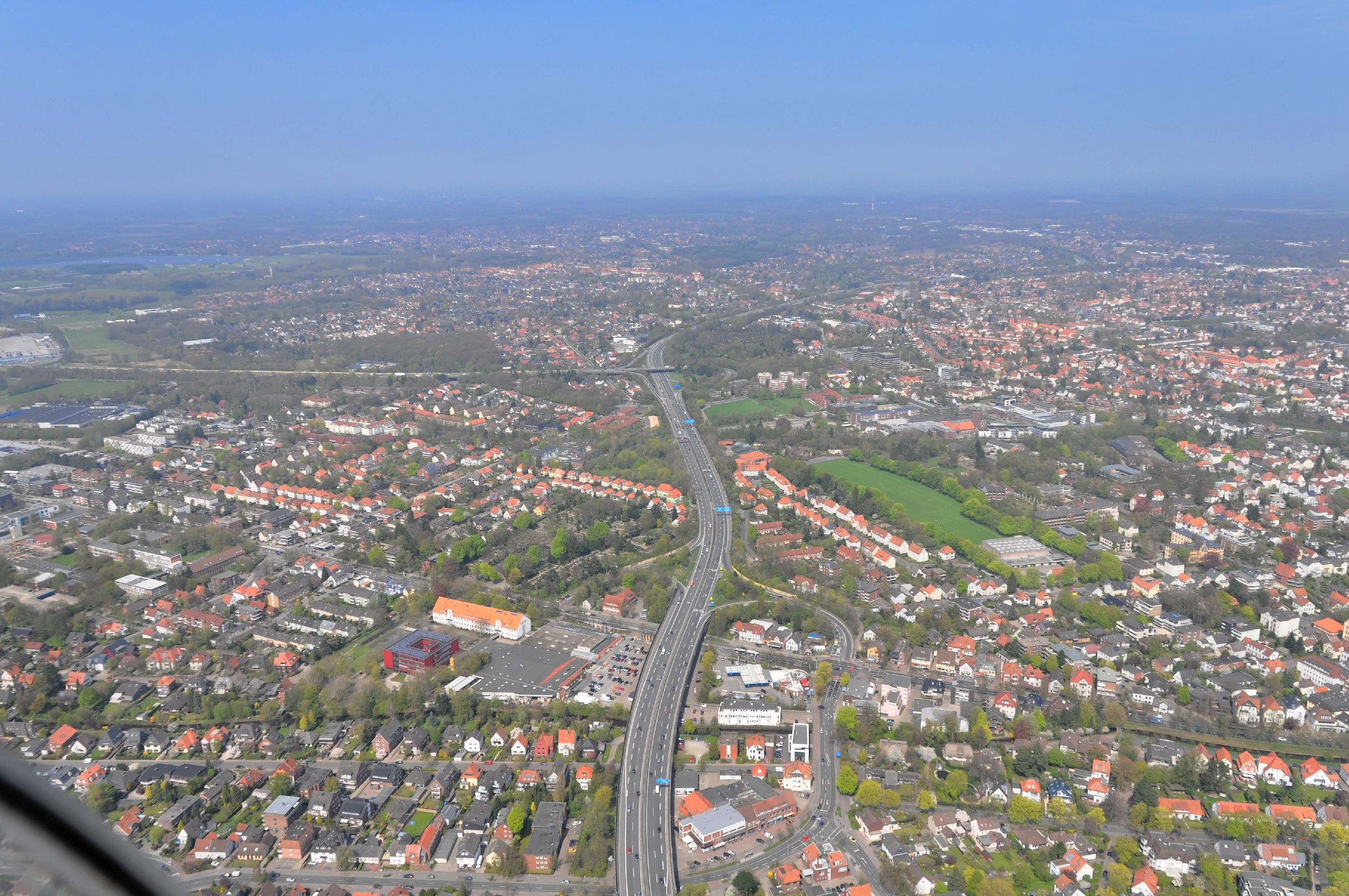
Autobahndreieck Oldenburg-West (oben) und Anschlussstellen Oldenburg-Haarentor (unten); oben rechts die A 293
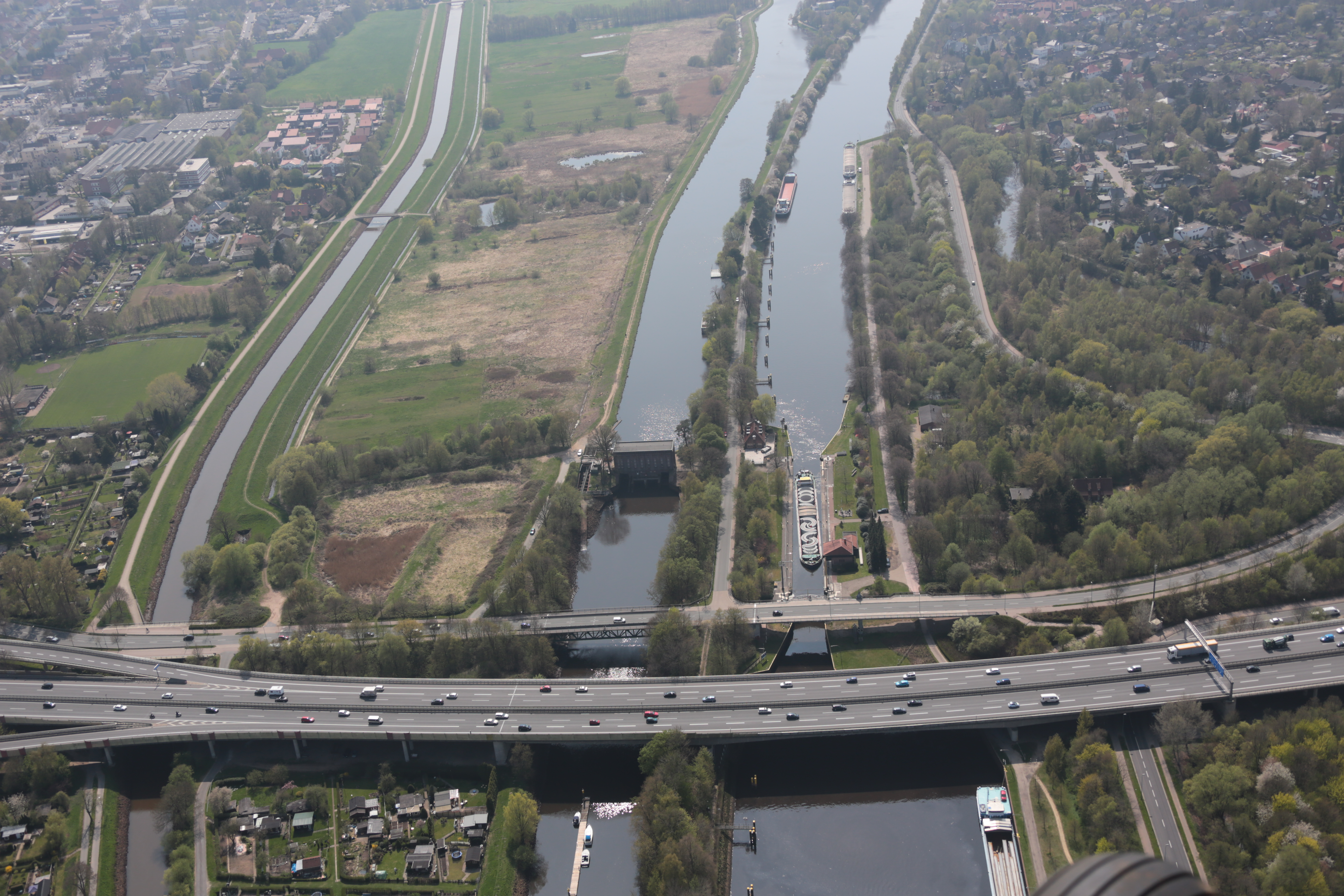
Überquerung des Osternburger Kanals (links), der Neuen Hunte (Mitte) und des Küstenkanals (rechts)
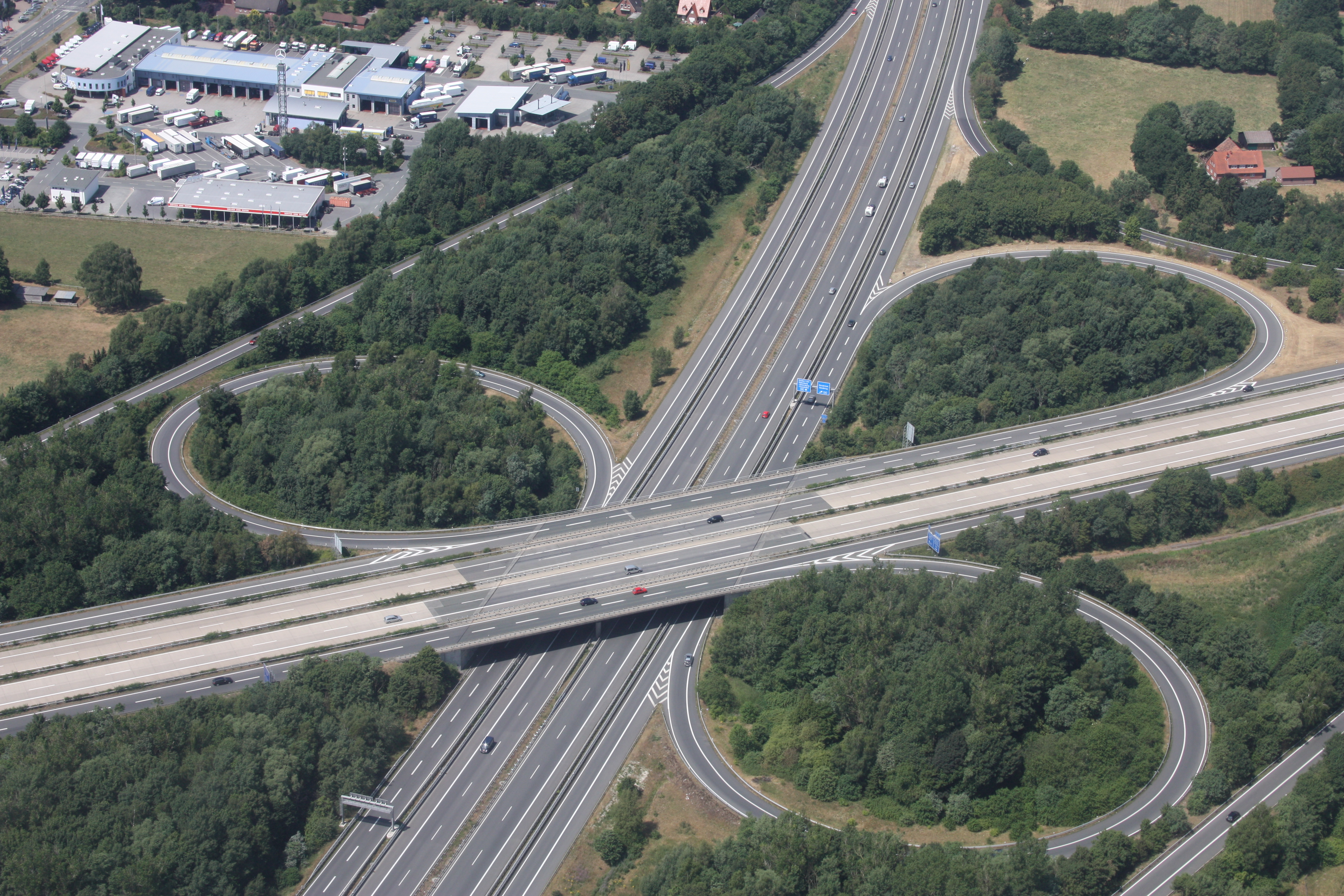
Autobahnkreuz Oldenburg-Ost – unten die A 28, oben die A 29
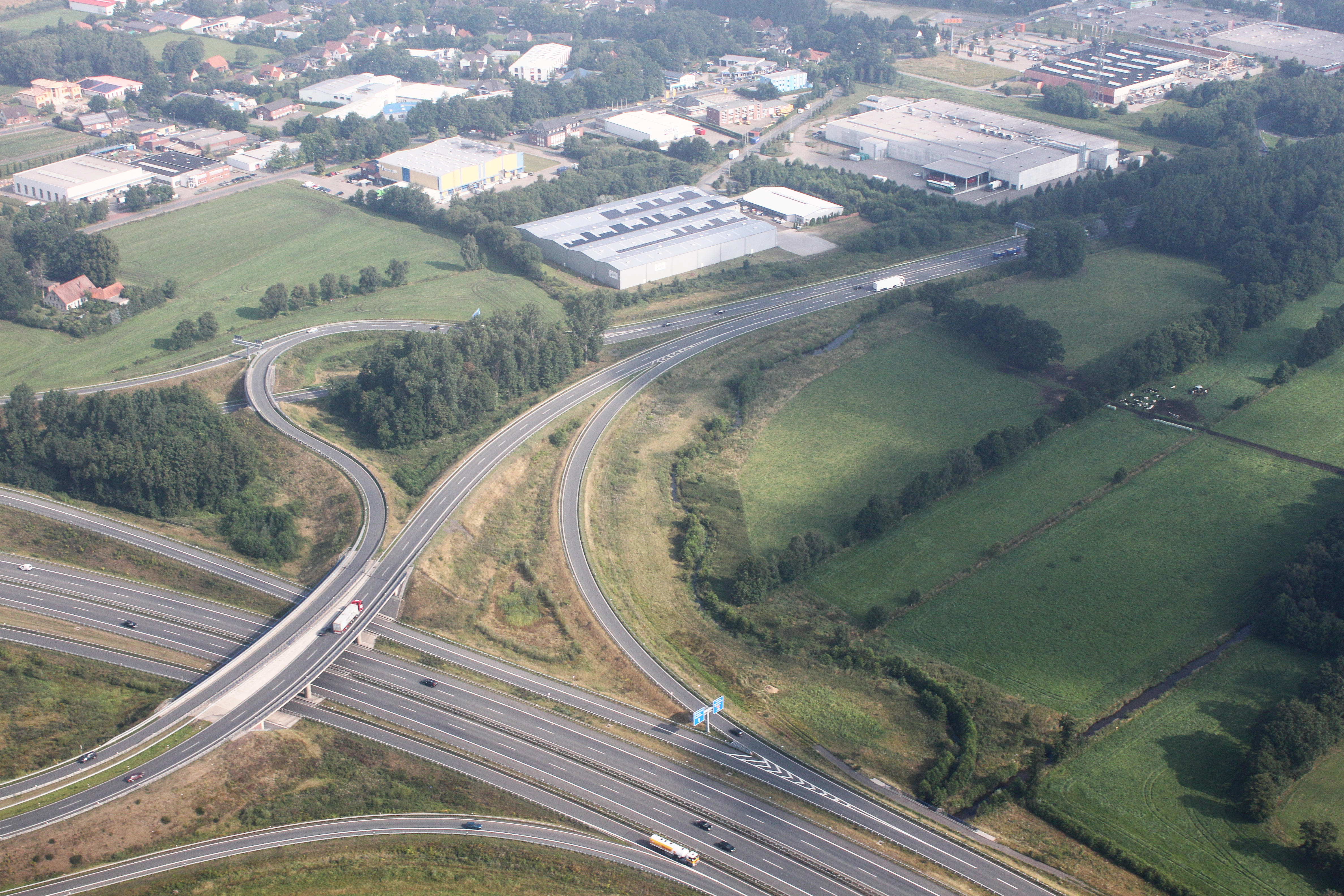
Dreieck Delmenhorst – waagerecht die A 28, von oben rechts die B 75
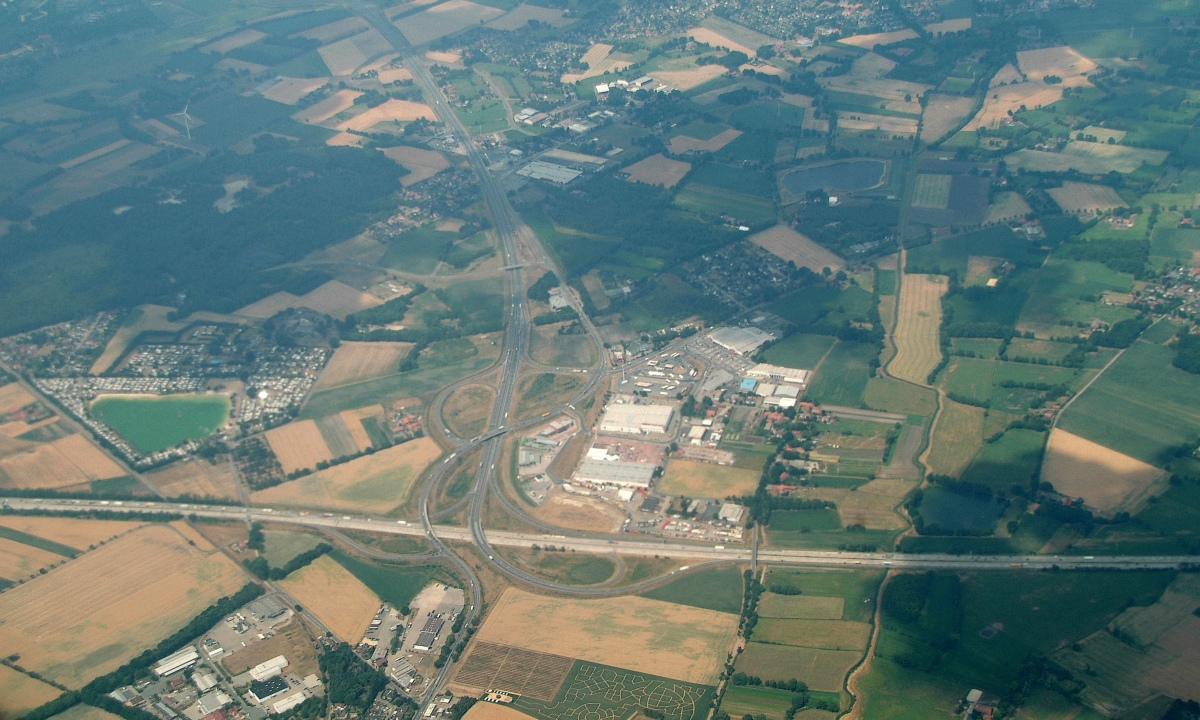
Autobahndreieck Stuhr – waagerecht die A 1, von oben die A 28
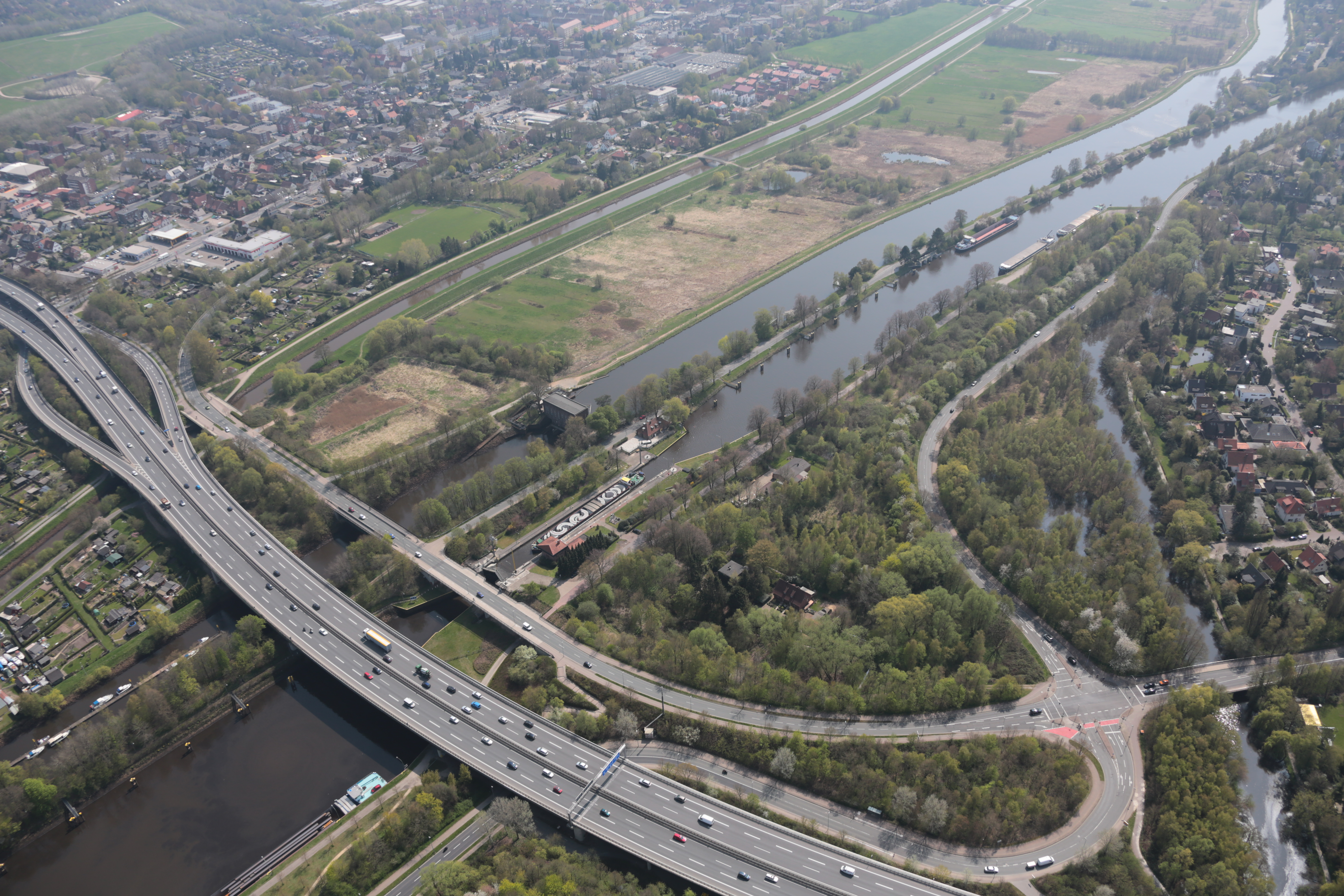
A28 in Oldenburg über dem Küstenkanal und über der Hunte